# 側系統群

伝統的な爬虫類（青い部分）は側系統群である。右端の鳥類を含めてはじめて単系統となる。尚、分子分類学の結果、カメ類の位置は鱗竜類とワニ類の間である事が判明してきている。

側系統群（そくけいとうぐん）とは、生物の分類群のうち、単一の進化的系統からその中の特定の単一系統を除いたすべてをまとめた群をいう。系統樹でいえば、1つの枝の中からいくつかの小さい枝を除き、残りをまとめたものに当たる。
それに対し、単一の系統全体からなる分類群を単系統群といい、全く異なる系統をまとめた群を多系統群という。

## 概説
一般には多系統群は自然分類でない（作為的な分類である）として排除される傾向にある。側系統群も広い意味では多系統群ということになり、これを分類群として認めない分類学の立場（分岐分類学）もある。
特にDNAの塩基配列を基にした分類（分子分類学）では、特定の系統だけを区別する一般的な手立てはなく、側系統群というものは必ずしも定義できるものではない。
しかし進化分類学では、これも分類群として認める。これは、系統だけでなく形質の類似性も重視するためである。顕著な形質を有する一部の系統群だけを独立させ、残りの生物をまとめて1分類群（つまり側系統群）としてまとめるわけである。

## 具体例
身近な例では、爬虫類と鳥類の問題がある。鳥類には翼や羽毛という特異な派生形質があるため、鳥類を一つにまとめるのは当たり前に思える。また爬虫類と鳥類を分けることは一般の人々にとっても直感的にわかりやすい。他方、鳥以外の爬虫類は互いに共通の特徴が多いから、これをひとつの分類群にまとめるのもそれなりに無理がないように見える。
しかし、これらの系統樹を作ると、鳥類は爬虫類の枝分かれの一つに位置することになる。いわば爬虫類の中のある群が特別に適応放散し、特徴的な進化を遂げたものにすぎない。したがって分岐分類学の立場では、爬虫類をまとめるならば、鳥類もそこに含まれなければならない。この立場からすると、翼・羽毛のような特定の形質だけを取り上げ、鳥類を爬虫類から除外するのは作為的な人為分類にすぎず、そのような分類は認めるべきではないと考える。
実際に変更を受けた例もある。例えばシロアリは独自のシロアリ目を立てるのが標準的な扱いであった。この群はゴキブリとごく近縁なものと従来から考えられていたが、現在ではゴキブリ目の系統樹内に収まってしまうとの判断に基づき、ゴキブリ目内にシロアリ科として納められた。有髭動物（ハオリムシなど）は独立の門とされたが、現在では多毛類（ゴカイの仲間）の中の科に収まった。ウシやイノシシ、カバなどの2つに割れた蹄をもつ動物はウシ目として、クジラやイルカといった魚類体形の水生哺乳類はクジラ目として分類されていたが、現在はまとめて鯨偶蹄目とされている。
この他に側系統群と考えられている分類、呼称として、サル（ヒトを除いた霊長目）、ガ（アゲハチョウ上科、セセリチョウ上科を除いた鱗翅目）、ハチ（アリ科を除いた膜翅目）、魚類（四肢動物を除く全ての脊椎動物）、双子葉植物（単子葉植物がこの中から分化したと考えられる）などがある。

## 関連事項
- 単系統群
- 多系統群
- 分類学
- 分岐学